# Remigny (Aisne)
Remigny település Franciaországban, Aisne megyében. Lakosainak száma 341 fő (2022. január 1.). Remigny Gibercourt, Jussy, Liez, Ly-Fontaine, Mennessis, Montescourt-Lizerolles, Travecy és Vendeuil községekkel határos.

## Népesség
A település népessége az elmúlt években az alábbi módon változott:
| Lakosok száma | 368  | 344  | 360  | 348  | 386  | 364  | 351  | 346  | 346  | 341  |
|               | 1968 | 1982 | 1990 | 2006 | 2013 | 2015 | 2017 | 2019 | 2020 | 2022 |